# Apparecchio di ricerca in valanga

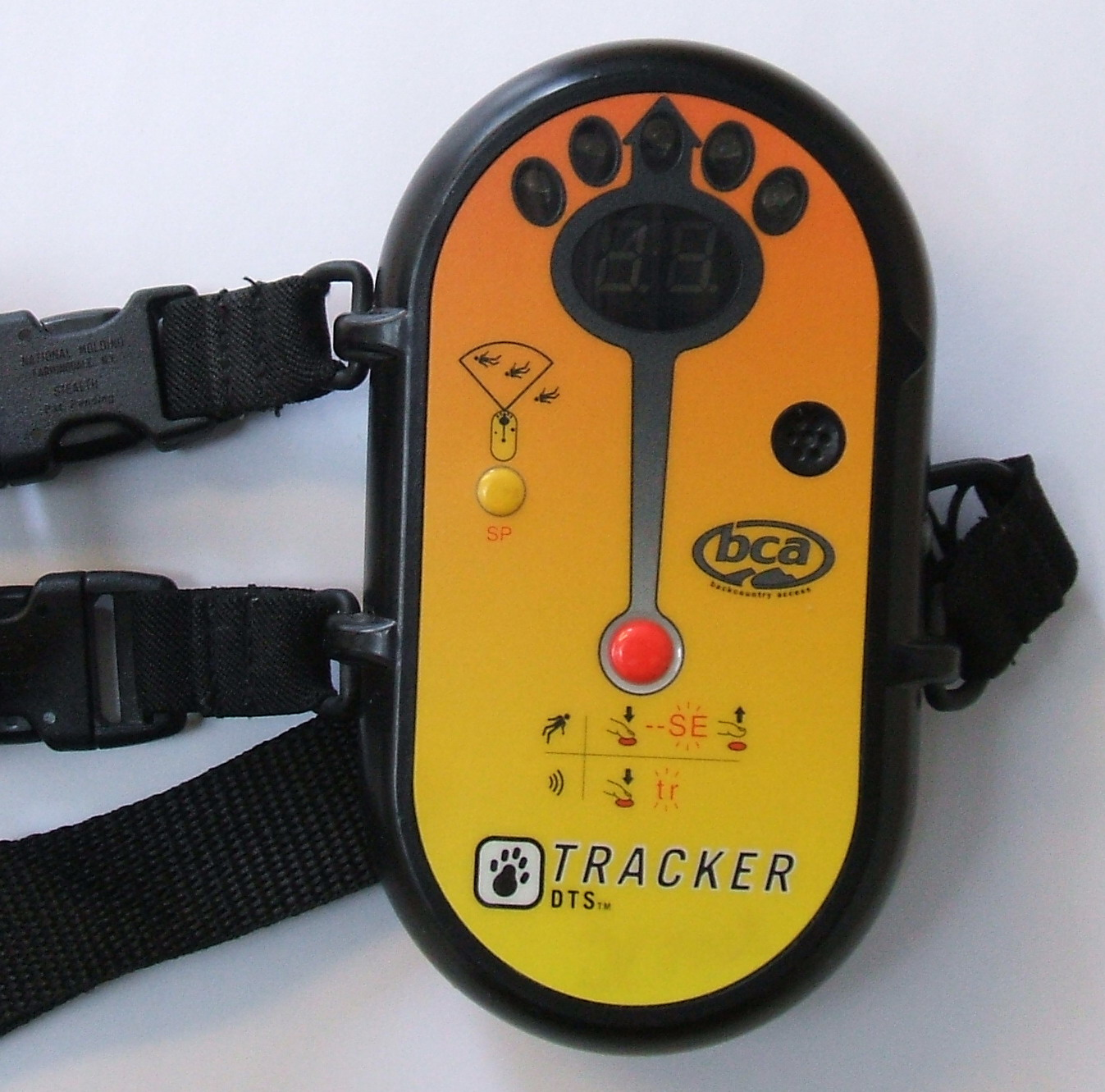
ARTVA

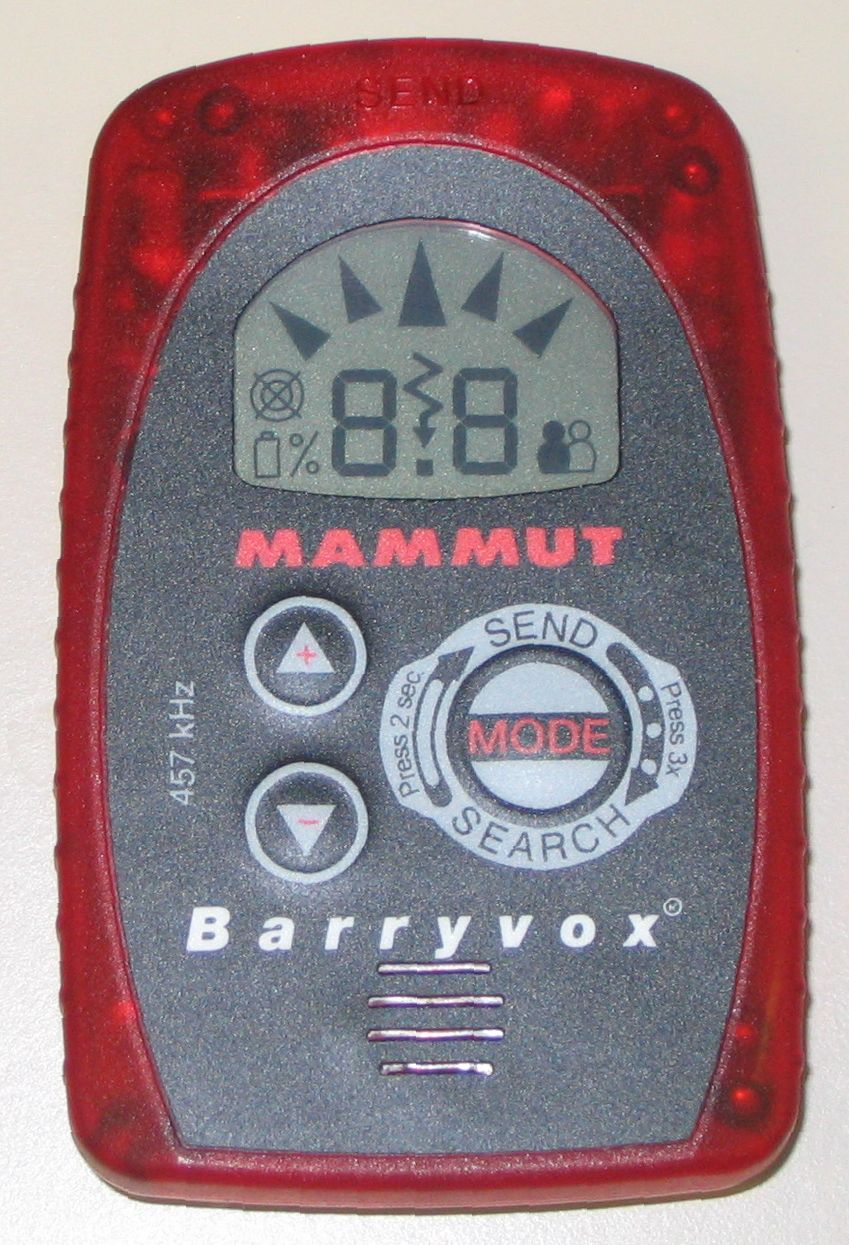
ARTVA con schermo LCD

L'apparecchio di ricerca in valanga (comunemente noto come ARVA, Apparecchio di Ricerca in VAlanga o, più correttamente, come ARTVA, Apparecchio di Ricerca dei Travolti in VAlanga), è uno strumento elettronico utilizzato per la ricerca delle persone travolte dalle valanghe. La sigla francese DVA (Détecteur de Victime d'Avalanche) risulta avere una maggior diffusione in Europa.
Lo strumento è sostanzialmente una ricetrasmittente di segnale (priva di funzioni vocali) a corto raggio, che funziona sulla frequenza di 457 kHz. L'apparecchiatura è attivabile in modalità trasmissione e in modalità ricezione (o ricerca). Viene indossata dall'utilizzatore in modalità di trasmissione. Quando è necessario ricercare una o più persone che si sospetta siano state travolte da una valanga, i soccorritori commutano il proprio apparato in modalità ricezione per ricevere i segnali inviati dal trasmettitore dei travolti, in modo da localizzarli.

## Descrizione

### Tecnologie e frequenze
I primi apparati con funzionalità riconducibili a quelle oggi richieste a un apparato ARTVA sono comparsi nel corso degli anni sessanta; il primo di essi è generalmente considerato lo Skadi, sviluppato nel 1968 negli Stati Uniti. Questo apparato utilizzava come frequenza di lavoro quella di 2,275 kHz. Negli anni successivi anche alcuni produttori europei incominciarono a sviluppare apparati analoghi, alcuni utilizzando la medesima frequenza, altri, dopo una serie di verifiche volte a valutare quale potesse essere la frequenza più efficace per l'utilizzo specifico, puntando sulla frequenza di 457 kHz.
Le inevitabili problematiche che cominciarono così a crearsi portarono alla scelta, da parte di alcuni produttori, di mettere in commercio apparati che trasmettessero su ambedue le frequenze sino ad allora utilizzate. A partire dalla metà degli anni ottanta, con il susseguirsi di test e valutazioni, divenne evidente come la frequenza di 457 kHz risultasse di gran lunga la migliore, ma non tutti dettero seguito a questa scelta, in alcuni casi anche per motivi locali, come il fatto che negli Stati Uniti tale frequenza fosse riservata alla Marina Militare. La situazione ebbe un'evoluzione favorevole quando la Marina degli Stati Uniti spostò di 5 kHz la frequenza riservata, rendendo libera quella che a poco a poco andava affermandosi come standard in Europa.
I più recenti interventi normativi a livello Europeo hanno definitivamente stabilizzato il dibattivo sulle frequenze, in particolare con i seguenti interventi :
- La Decisione dell'Unione Europea 2006/771/CE, poi modificata dalla Decisione 2009/381/CE; è la norma europea che di fatto stabilisce che la frequenza 457 kHz deve essere riservata agli Artva.[1][2]
- La Raccomandazione CEPT ERC/REC 70-03 emessa da ECC, comitato di armonizzazione a livello europeo dell'uso delle radio-frequenze, che lavora in stretto contatto con un altro comitato europeo, l'ETSI (European Telecommunications Standards Institute) che sviluppa standard per sistemi di radiocomunicazione. Questa norma identifica le frequenze dedicate agli Artva (punto a dell'annesso 2) e alla frequenza secondaria W-link degli Artva (punto h1.7 dell'annesso 1)[3]
- All'interno della precedente Raccomandazione si indica lo standard di riferimento sviluppato da Etsi che definisce le caratteristiche tecniche degli apparati; si tratta dello standard ETSI EN 300 718.[4][5][6]
- A livello nazionale italiano la frequenza armonizzata a livello europeo sulla quale operano gli apparati di ricerca per travolti da valanga è recepita nel PNRF (Piano Nazionale Radio Frequenze) approvato con DECRETO 13 novembre 2008. Nelle ‘note’ esplicative, di carattere tecnico e con attribuzioni in deroga al piano, si può leggere anche che “In accordo con la Decisione 2006/771/CE e successive modifiche la banda di frequenze 456,9 – 457,1 kHz può essere impiegata ad uso collettivo da apparati a corto raggio utilizzati per la localizzazione di vittime da valanga ed aventi le caratteristiche tecniche della raccomandazione CEPT ERC/REC 70-03 (Annesso 2). Tali applicazioni rientrano nel regime di “libero uso” ai sensi dell'art. 105, comma 1, lettera n) del decreto legislativo 1º agosto 2003 n. 259 e successive modifiche, recante il Codice delle comunicazioni elettroniche.”[7]

### Tipologie
Nel corso del tempo sono stati commercializzati Artva a uno o due frequenze di lavoro, dotati di una, due o tre antenne, analogici o digitali. Attualmente (2016) vengono commercializzati quasi esclusivamente apparati digitali a tre antenne in quanto il miglior livello tecnologico si rispecchia anche in migliori prestazioni in termini di tempo necessario per la ricerca di uno o più travolti, e negli ausili visivi e non forniti all'utilizzatore da parte dello strumento, soprattutto in caso di ricerca multipla. Generalmente viene sconsigliato l'utilizzo di apparati a doppia frequenza, caratterizzati da prestazioni nettamente inferiori, mentre quelli a bassa frequenza singola (2,275 kHz), scomparsi dal mercato da molti anni, non sono più compatibili con la maggioranza degli Artva in circolazione.
Gli apparati puramente analogici, privi di display, a fronte di un prezzo inferiore risultano meno intuitivi da usare e non mettono a disposizione gli ausili visivi di cui gli altri sono dotati ovvero le funzioni di ricerca multipla e, soprattutto, direzionale. 
Alcuni apparati hanno la possibilità di essere configurati alternativamente in modalità analogica o digitale, per chi intenda sfruttare in fase di ricerca la tecnologia analogica in quanto l'indicazione acustica analogica non ha tempi di ritardo dovuti alla trasformazione del segnale, e inoltre l'utilizzo in modalità analogica può favorire la compatibilità con vecchi modelli analogici ancora in uso.
Gli apparati dotati di una sola antenna non possono fornire indicazioni direzionali durante la fase di ricerca, cosa che possono fare quelli dotati di due o tre antenne (un'antenna è dedicata alla sola trasmissione e le altre alla ricerca). Gli Arva analogici hanno tutti una sola antenna.

### W-link e funzioni secondarie
Alcuni apparati di fascia alta sono dotati anche di una frequenza secondaria supplementare denominata W-link. Questa frequenza trasmette ulteriori dettagli ad altri apparecchi dotati della medesima tecnologia.
La frequenza su cui lavora il W-link non è però standardizzata e varia a seconda della posizione geografica. In particolare è di 869,8 MHz nell'Unione Europea e di 916-926 MHz negli Stati Uniti e in Canada.
Questo fatto introduce l'obbligo a carico dell'utilizzatore di configurare correttamente l'apparato, e verificare la configurazione quanto meno di altri apparati simili nel proprio gruppo, pena l'impossibilità di utilizzare questa funzione.
Questa tecnologia è stata introdotta per l'invio di informazioni supplementari e complementari agli impulsi necessari per la ricerca di un travolto, ad esempio il battito cardiaco, l'identificazione dell'apparato in rapporto all'utilizzatore, segnali di movimento dovuti al battito cardiaco o alla respirazione. Apparentemente vantaggiosa, ha aperto però un dibattito etico sulle potenziali conseguenze che potrebbe avere nel momento in cui i soccorritori potessero essere indotti a 'preferire' la ricerca di un travolto rispetto a un altro quando del primo, grazie all'uso di un apparato tecnologicamente più avanzato, fosse possibile stabilire con certezza maggiori possibilità di sopravvivenza o di salvataggio, oppure perché si sia potuto identificare, tra più travolti, un componente del proprio gruppo oppure un proprio familiare o amico.
Alcuni produttori hanno così scelto, per evitare conflitti di interesse o implicazioni morali, di non trasmettere segnali vitali o identificativi degli apparati, limitandosi a sfruttare la frequenza alternativa per migliorare l'efficacia della ricerca, in particolare quella multipla.
Sui manuali di alcuni apparati, come ad esempio i Barryvox Pulse, si può leggere che la trasmissione di dati vitali può essere disabilitata a discrezione dell'utente ma si invita a non farlo se non avendo importanti ragioni per farlo.
Determinati apparati consentono di essere personalizzati con indicazioni relative al proprietario (nome, indirizzo, indirizzo e-mail, numero di telefono) anche se, al momento, non risulta che tali dati vengano inviati via W-link in fase di trasmissione.
I sensori di movimento di cui alcuni modelli sono dotati vengono anche utilizzati per consentire il passaggio automatico dalla fase di ricerca a quella di trasmissione quando non si rilevino movimenti per un determinato periodo di tempo. Questo consente ai soccorritori che vengano travolti da un distacco secondario di poter a loro volta essere ritrovati.
In alcuni modelli è inoltre presente la funzione di bussola.

### Applicazioni su smartphone
Risultano in commercio applicazioni specifiche progettate 
per consentire a uno smartphone la ricerca di un altro apparecchio cellulare in scenari di soccorso in valanga.
Queste applicazioni sono state esaminate e i risultati, pubblicati ad esempio sul numero 80 della rivista "Neve e Valanghe" dell'AINEVA (Associazione Interregionale Neve e Valanghe), lasciano intravedere limiti tali da sconsigliarne l'utilizzo.
I limiti sono relativi tanto alle funzionalità che alla compatibilità che all'aderenza agli standard tecnici. 
In buona sostanza si tratta di applicazioni che non rispettano le prescrizioni necessarie perché un apparato possa essere convenientemente usato per un'efficace ricerca di un travolto in valanga.

## Utilizzo
L'utilizzo corretto dell'Artva è strettamente legato alla conoscenza approfondita, oltre che dell'apparato, delle tecniche di ricerca, che devono essere apprese in corsi specifici e costantemente e periodicamente esercitate al fine di raggiungere la necessaria confidenza volta a accelerare le operazioni di ricerca, in quanto la maggior possibilità di sopravvivenza di una persona colpita da una valanga si verifica quando essa viene rintracciata e disseppellita entro 15 minuti dall'evento.
L'Artva, previsto per essere utilizzato da chiunque frequenti terreni innevati in montagna, aggiunge significative probabilità di salvezza ai travolti da valanga in quanto consente l'intervento di salvataggio entro i preziosi primi minuti dal seppellimento senza attendere l'arrivo sul posto di squadre di soccorso.
Importante è il controllo periodico delle batterie e l'utilizzo di batterie ad alta capacità; le batterie ricaricabili in genere possiedono capacità minori e spesso non si ricaricano completamente, quindi vengono fortemente sconsigliate (in quanto riducono, oltre che la durata, anche il raggio utile di ricetrasmissione).
L'Artva va sempre indossato il più possibile a contatto diretto del corpo e sotto gli indumenti, per evitare la perdita nella caduta e per evitare che le basse temperature possano pregiudicare le prestazioni delle batterie.
All'inizio di ogni escursione è fortemente raccomandato che i componenti del gruppo effettuino un controllo reciproco della funzionalità dei propri apparati, sia in ricezione e trasmissione.

### Artva, pala e sonda
Altrettanto fondamentale è accompagnare l'utilizzo dell'Arva a quello di due altri importanti elementi di equipaggiamento, la pala da neve e la sonda, completando così il 'pacchetto' di attrezzi comunemente indicato come APS.
Se la tempestività dell'intervento è la variabile più importante, l'uso della pala nel disseppellimento lo agevola moltissimo rispetto a qualsiasi altro mezzo di fortuna; la sonda nella ricerca puntuale può a sua volta far guadagnare lassi di tempo considerevoli.
La pala, per essere effettivamente utile ed efficace, deve essere preferibilmente in metallo; ne esistono anche tipi leggeri in plastica, che però su neve compatta non garantiscono le medesime prestazioni.
La sonda, ripiegabile su sé stessa, può essere sia di alluminio sia di titanio o carbonio. La lunghezza consigliata è di 240 centimetri.

### Airbag
Non fa parte del classico set di autosoccorso, ma è comunque uno strumento preso in considerazione dagli scialpinisti nonostante non sia obbligatorio per la pratica dell'attività. Il principio di funzionamento è quello della segregazione inversa: durante il movimento di una miscela di materie granulari, i granuli grossi tendono a salire in superficie. Un grosso pallone, appunto l'airbag, che esce dallo zaino, avrà lo scopo di tenere a "galla" lo sciatore travolto dalla valanga. A seconda dei modelli acquistati, variano il peso e le modalità di fuoriuscita dallo zaino. Per attivare il sistema si tira una manopola sullo spallaccio dello zaino che è collegata a un ago che fora le cartucce dell'airbag, attivandolo.

## Normativa italiana
Il primo gennaio 2022 è entrato in vigore il Decreto legislativo n.40 del 28 febbraio 2021, che si prefigge di revisionare le norme delle discipline sportive invernali; L'art.26 comma 2 dispone: "I soggetti che praticano lo scialpinismo o lo sci fuori pista o le attività escursionistiche in particolari ambienti innevati, anche mediante racchette da neve, laddove, per le condizioni nivometereologiche, sussistano rischi di valanghe, devono munirsi di appositi sistemi di segnalazione e ricerca, pala e sonda da neve, per garantire un idoneo intervento di soccorso."
Viene esteso di fatto, l'obbligo già esistente per gli scialpinisti, introdotto con la legge 363 del 24 dicembre 2003.